# Ilídio Leandro
Ilídio Pinto Leandro (ur. 14 grudnia 1950 w Rio del Mel, zm. 21 lutego 2020 w Viseu) – portugalski duchowny rzymskokatolicki, biskup Viseu w latach 2006-2018.

## Życiorys
Święcenia kapłańskie otrzymał 25 grudnia 1973 i został inkardynowany do diecezji Viseu. Pracował głównie jako proboszcz oraz jako wykładowca seminarium w Viseu.
10 czerwca 2006 papież Benedykt XVI mianował go biskupem diecezji Viseu. Sakry biskupiej udzielił mu 22 lipca 2006 biskup António Marto.
3 maja 2018 papież Franciszek przyjął jego rezygnację z pełnionego urzędu.
Zmarł w szpitalu w Viseu 21 lutego 2020.